# Museo di storia naturale (Trieste)
Il Museo di storia naturale di Trieste è un museo civico di storia naturale, con sede nel capoluogo giuliano. Dispone di diverse collezioni, che raccolgono più di due milioni di reperti di botanica, zoologia, mineralogia, geologia e paleontologia. Assieme all'acquario marino, al museo del mare e all'orto botanico fa parte dei musei scientifici di Trieste.

## Storia
Il museo fu fondato come museo zoologico nel 1846 con la denominazione "Gabinetto Zoologico Zootomico" e nel 1852 fu sistemato nella storica sede di Palazzo Biserini in Piazza Hortis (all'epoca Piazza Lipsia), dove fino al 2010 ha convissuto con la Biblioteca Civica Hortis e i musei letterari. Nel 1855, sotto il protettorato dell'arciduca Ferdinando Massimiliano, fu rinominato "Civico Museo Ferdinando Massimiliano". Grazie alle numerose donazioni, oltre che ai frutti di varie spedizioni internazionali come quella della fregata Novara intorno al mondo, il numero dei reperti è cresciuto notevolmente. Il museo pertanto, pur conservando un indirizzo zoologico, si arricchisce anche di reperti floristici, geologici e paleontologici e di una Biblioteca specializzata con opere in molte lingue.
Nel 2010 è iniziato il trasferimento della sede storica di Piazza Hortis alla nuova sede ricavata presso le caserme dismesse dall'esercito di via Cumano (ingresso da via dei Tominz 4). Le caserme ospitano anche il Civico Museo della Guerra per la Pace Diego de Henriquez in un unico nuovo polo museale, che ha rivitalizzato un'area semi-periferica da tempo degradata.

### Direttori del museo
- Heinrich Koch (1846-1852)
- Heinrich Freyer (1852-1864)
- Adamo Simeone de Syrski (1866-1876)
- Carlo Marchesetti (1876-1921)
- Mario Stenta (1921-1928)
- Giuseppe Müller (1928-1945)
- Edoardo Gridelli (1945-1957)
- Renato Mezzena (1960-1987)
- Sergio Dolce (1990-2010)

## Collezioni

### Botanica
La collezione botanica del museo contiene più di 1.500.000 reperti, la maggior parte dei quali sono rappresentati da erbari di piante vascolari proveniente dall'Italia e in particolare dal Friuli-Venezia Giulia. Accanto ad esse sono presenti collezioni algologiche, di muschi, di legni, di semi e di frutti. Ogni sezione porta il nome dello studioso autore della relativa raccolta.

### Zoologia
Le collezioni zoologiche sono strutturate in:
- una collezione ittica, con pesci di mare e d'acqua dolce, per la maggior parte conservati in ambiente liquido. All'interno del museo è esposto inoltre lo squalo Carlotta, un esemplare di squalo bianco pescato nel 1906 nel Golfo del Quarnaro delle dimensioni di 5,4 metri, che costituisce lo squalo conservato più grande del continente europeo e il secondo più grande al mondo;
- una collezione erpetologica, costituita da rettili e anfibi provenienti da varie parti del mondo ma in modo particolare dalla Venezia Giulia e dalla Dalmazia;
- una collezione ornitologica, composta da oltre 5000 esemplari, appartenenti a 550 specie diverse di uccelli. La sezione comprende numerose rarità come il Kakapo della Nuova Zelanda, il Quetzal messicano e gli Uccelli del Paradiso della Nuova Guinea;
- una collezione entomologica, contenente oltre mezzo milione di esemplari provenienti dal Friuli-Venezia Giulia e dalla vicina Slovenia, oltre che da altre zone europee ed extraeuropee, tra i quali sono presenti gli esemplari della fauna ipogea che abitano le grotte dell'altopiano carsico. Il conservatore delle collezioni entomologiche è Andrea Colla. Presso il museo ha sede il Gruppo Entomologico Triestino, rifondato nel 2015 e dedicato all'entomologo triestino Giuseppe Müller.

### Paleontologia
Le collezioni paleontologiche si suddividono in collezioni storiche e collezioni di più recente acquisizione. Le collezioni storiche ottocentesche comprendono esemplari di pesci e foglie fossili di Bolca, reperti eocenici provenienti dall'Istria e vari reperti del Cretacico superiore del Carso, tra i quali i pesci e i rettili fossili di Comeno (Slovenia). Delle collezioni del museo fanno parte circa 300 pesci e nove rettili, tra i quali Carsosaurus marchesettii ed Adriosaurus microbrachis. Tra i fossili quaternari, importanti i reperti della breccia di Slivia (circa 900.000 anni fa) e le centinaia di reperti di orso delle caverne (Ursus spelaeus), provenienti soprattutto dalla Grotta Pocala. Le nuove acquisizioni comprendono i fossili del sito paleontologico del Villaggio del Pescatore. Tra questi si annovera il reperto più importante del museo, che è senza dubbio il dinosauro Antonio, un esemplare di Tethyshadros insularis risalente a 75 milioni di anni fa.
All'interno del museo è presente una sala espositiva dedicata all'evoluzione umana, in cui è conservata la Mandibola di Lonche, una mandibola umana risalente a più di 6400 anni fa che costituisce la più antica evidenza archeologica di otturazione dentale raschiata e medicata con l'utilizzo di sostanze, in questo caso con cera d’api.

### Mineralogia
La collezione mineralogica è formata da migliaia di reperti provenienti in particolare dai territori dell’ex Impero Asburgico e dall’Italia. A questa raccolta si sommano i carotaggi fatti alla Grotta Pocala e a Borgo Grotta Gigante.

## Le sale

### Le sale della fossilizzazione
Questa sala è dedicata alla paleontologia della provincia di Trieste e attraverso i suoi reperti spiega al visitatore come avviene il processo di fossilizzazione, sia in ambiente acquatico che in ambiente terrestre. Tra i reperti principali vi è la vetrine delle rudiste, antichi molluschi bivalvi che vivevano attaccati o adagiati al fondale marino, estinti circa 65 milioni di anni fa, che rappresentano i fossili più comuni nelle rocce calcaree del Carso triestino. Un’altra vetrina mostra con una serie di rocce e fossili come si è formata da un punto di vista geopaleontologico la provincia di Trieste, e in particolare il Carso. La rimanente parte della sala è dedicata al sito paleontologico del Villaggio del Pescatore.

### Antonio
Questa sala contiene il dinosauro noto come Antonio (Tethyshadros insularis), un adrosauro risalente a 75 milioni di anni fa, rinvenuto nel sito del Villaggio del Pescatore. Si tratta di uno dei dinosauri più completi mai trovati al mondo. Lungo 4 m e alto 1,3 m, viveva su di un’isola situata nella parte occidentale dell’oceano Tetide, tra l’Africa e il continente nordeuropeo.
Nella sala sono esposti altri reperti di dinosauro provenienti dallo stesso sito: zampe anteriori, una vertebra, un osso del bacino, un cranio disarticolato. È presente poi una vetrina dedicata alla fauna associata: pesci disarticolati, coccodrilli, gamberetti, un osso di pterosauro e forse uno di teropode.

### Le sale della catena alimentare
Questa sezione contiene tre sale. Le prime due contengono una parata di animali disposti in base alla loro posizione all’interno della catena alimentare e posizionati in direzione della loro fonte di cibo. La terza sala porta il visitatore in città, per mostrare come le specie modificano il loro comportamento e le loro fonti di cibo in ambiente urbano.